# Moos im Zeller Wald
Das Gebiet Moos im Zeller Wald ist ein vom Regierungspräsidium Tübingen am 4. November 1994 durch Verordnung ausgewiesenes Naturschutzgebiet auf dem Gebiet der Stadt Isny im Allgäu im baden-württembergischen Landkreis Ravensburg.

## Lage
Das Naturschutzgebiet Moos im Zeller Wald liegt eingebettet in das Landschaftsschutzgebiet Adelegg und zugehöriges tertiäres Hügelvorland etwa drei Kilometer nördlich des Stadtzentrums von Isny. Die nächstgelegenen Ortschaften sind Zell im Süden, Rengers im Osten und Schwanden im Norden. Das Gebiet gehört zum Naturraum Westallgäuer Hügelland.

## Schutzzweck
Der Schutzzweck ist laut Verordnung „die Erhaltung, Förderung und Verbesserung der ökologischen Wertigkeit eines teilweise noch unberührten Hochmoorlebensraumes sowie seiner abgetorften Moorregenerationsflächen als Lebensraum und Rückzugsgebiet für eine artenreiche und teilweise hochgradig gefährdete Tier‑ und Pflanzenwelt, als wichtigem Biotoptrittstein in dein Lebensraumverbund von Feuchtgebieten des Westallgäuer Hügellandes und als Zeugnis für die über ein Jahrhundert betriebene kleinbäuerliche Torfnutzung.“

## Landschaftscharakter
Das Schutzgebiet umfasst ein im geschlossenen Waldbestand gelegenes Hochmoor, das deutliche Zeichen der kleinbäuerlichen Torfnutzung, insbesondere alte Torfstiche, zeigt. Die Fläche ist im Bereich der ehemaligen Torfstiche offen oder locker mit Spirken, Kiefern und Fichten bewaldet. Zum Rand hin wird der Waldbestand dichter. In den offenen Bereichen dominieren Pfeifengras und Zwergsträucher, wie Heidelbeeren, Moosbeeren, Moorbeeren und Rosmarinheide.